# Imelda Marcos
Imelda Remedios Visitación Romuáldez Trinidad, vídua de Marcos, normalment coneguda com a Imelda Marcos (Manila, Filipines, 2 de juliol de 1929), és una política filipina. Com a esposa del 10è president Ferdinand Marcos, va ser la Primera Dama de les Filipines del 1965 al 1986.
Coneguda com la «Papallona de Ferro», Imelda Marcos va exercir diversos rols actius dins el govern del seu marit i amb freqüència va ser portaveu de les seves polítiques. Va ser Governadora de Gran Manila (1975-1986), Ministra d'Assentaments Humans (1976-1986), Diputada a l'Assemblea Nacional Interina de les Filipines per Manila (1978-1984) i Ambaixadora Extraordinària i plenipotenciària (1978-1986).
Imelda va destacar per ser la principal promotora i defensora del seu espòs, participant activament en les seves campanyes electorals i sovint representant-lo en negociacions polítiques dins i fora de país. El seu paper tan prominent dins del govern de Ferdinand Marcos va ocasionar que fos víctima d'un intent d'assassinat el 7 de desembre de 1972, poc després que el seu marit declarés la Llei Marcial que li va permetre governar de manera dictatorial el país fins a la seva caiguda del poder el 1986.
Després de la Revolució del Poder Popular de 1986, Imelda va acompanyar al seu espòs a l'exili a Hawaii, on va romandre fins que Corazón Aquino va permetre el seu retorn el 1991, per tal que s'enfrontés a nombrosos càrrecs en els tribunals filipins. No obstant això, l'ex-primera dama va aprofitar l'ocasió per tornar a la política: es va postular a la presidència de les Filipines el 1992, i el 1995 va obtenir un escó a la Cambra de Representants de Congrés de les Filipines pel 1r districte de la província de Leyte, per al trienni 1995-1998.
L'any 2010 va tornar a guanyar un escó a la Cambra, aquesta vegada pel 2n districte de la província d'Ilocos Nord. Va romandre en aquest càrrec fins a juny de l'2019. És l'única persona en la història del seu país en haver estat escollida en tres diferents districtes (Manila i en els de les províncies de Leyte i Ilocos Nord) per a un càrrec públic. Addicionalment, ha donat suport a les carreres polítiques dels seus fills Imeé Marcos i Ferdinand Marcos Jr. Imelda és una figura polèmica tant dins com fora de les Filipines, coneguda per les seves extravagàncies durant el període en què el seu marit, Ferdinand Marcos, va ocupar la presidència del país.
Organitzacions com Transparència Internacional assenyalen que ella i el seu marit van acumular una fortuna superior als 10.000 milions de dòlars americans per mitjans il·lícits. Els seus crítics l'assenyalen per haver desenvolupat un luxós estil de vida durant el seu període com a primera dama, a costa de l'erari públic de el país, i això en un període de dificultats econòmiques a les Filipines. Famosa és l'anècdota que, després de la seva fugida de país en 1986, es van trobar més de 1.000 parells de sabates, que li pertanyien, al Palau de Malacañán. Des que el seu marit fou expulsat de la presidència de les Filipines, Imelda ha enfrontat nombrosos processos legals referents a les males pràctiques financeres que ella i el seu marit haurien comès durant els seus 21 anys en el poder.
Malgrat els nombrosos judicis i casos oberts en contra seva, Imelda no ha rebut condemnes definitives i el gruix de la fortuna que se l'acusa d'haver malversat roman sense ser recuperat per l'Estat filipí. Imelda continua sent una figura controvertida actualment.
Mentre que ella s'ha centrat a defensar el llegat polític del seu espòs i els seus simpatitzants la exalten pels seus èxits en l'àmbit cultural durant el seu període com a primera dama de les Filipines, els seus crítics la consideren còmplice del règim del seu marit i la cataloguen com supèrflua i desconsiderada envers el poble filipí. No obstant això, la seva influència en la cultura i la política del país són innegables i és amb freqüència considerada com una de les dones més notòries de la política filipina.